# Hiệp hội Quốc tế về Khoa học Vật lý Đại dương
Hiệp hội Khoa học Vật lý Đại dương Quốc tế hay Hiệp hội Quốc tế về Khoa học Vật lý Đại dương, viết tắt theo tiếng Anh là IAPSO (International Association for the Physical Sciences of the Oceans) là một tổ chức phi chính phủ - phi lợi nhuận quốc tế hoạt động trong lĩnh vực nghiên cứu các hiện tượng và quá trình vật lý ở đại dương.
IAPSO là một trong 8 hiệp hội hợp thành của Liên đoàn Trắc địa và Địa vật lý Quốc tế (IUGG).
Nhiệm kỳ 2019 - 2023 có Chủ tịch là Trevor McDougall từ  Úc, Thư ký là Stefania Sparnocchia từ  Ý.

## Mục tiêu
IAPSO có mục tiêu chính là thúc đẩy việc nghiên cứu các vấn đề khoa học liên quan đến các đại dương và các tương tác xảy ra tại các ranh giới ở đáy biển, ven biển, khí quyển; những nghiên cứu trong chừng mực đó được tiến hành bằng việc sử dụng của toán học, vật lý và hóa học.

## Hoạt động
IAPSO giải quyết mục tiêu này thông qua bốn hoạt động cơ bản:
- Tổ chức, tài trợ và đồng tài trợ cho các diễn đàn quốc tế chính thức và không chính thức, cho phép thông tin liên lạc giữa các nhà khoa học đại dương trên toàn thế giới;
- Thành lập ủy ban, tiểu ban, và tổ chức các cuộc hội thảo tương xứng để khuyến khích, kích thích, và phối hợp các hoạt động nghiên cứu quốc tế mới, tiên tiến;
- Cung cấp các dịch vụ cơ bản quan trọng để tiến hành hải dương học vật lý,
- Xuất bản kỷ yếu hội nghị chuyên đề, các cuộc họp, hội thảo, và tham khảo cơ bản kiến thức về hải dương học vật lý.

IAPSO tham gia vào Ủy ban Khoa học về Nghiên cứu Đại dương (SCOR - Scientific Committee on Oceanic Research) của ICSU.
IAPSO hợp tác với Ủy ban Hải dương học Liên chính phủ (IOC - Intergovernmental Oceanographic Commission) của UNESCO.

## Tổ chức
| Tt. | Nhiệm kỳ  | Chủ tịch             | Từ nước    |
| --- | --------- | -------------------- | ---------- |
| 13. | 2019-     | Trevor McDougall     | Úc         |
| 12. | 2015-2019 | Denise Smythe-Wright | Anh Quốc   |
| 11. | 2011-2015 | Eugene G. Morozov    | Nga        |
| 10. | 2007-2011 | Lawrence A. Mysak    | Canada     |
| 9.  | 2003-2007 | Shiro Imawaki        | Nhật Bản   |
| 8.  | 1999-2003 | Paola Rizzoli        | Hoa Kỳ & Ý |
| 7.  | 1995-1999 | L. Vere Shannon      | Nam Phi    |
| 6.  | 1991-1995 | Robin D. Muench      | Hoa Kỳ     |
| 5.  | 1987-1991 | James J. O'Brien     | Hoa Kỳ     |
| 4.  | 1983-1987 | Wolfgang Krauss      | Đức        |
| 3.  | 1979-1983 | Devendra Lal         | Ấn Độ      |
| 2.  | 1975-1979 | Robert W. Stewart    | Canada     |
| 1.  | 1970-1975 | Henri Lacombe        | Pháp       |

## Xuất bản
IAPSO xuất bản các công trình nghiên cứu không định kỳ hạn, ở dạng tuyển tập hoặc các bài ở phiên bản điện tử.

## Ngày Đại dương Thế giới
Ngày Đại dương Thế giới được kỷ niệm không chính thức vào 8 tháng 6 khi nó được đề xuất năm 1992 bởi Canada trong Hội nghị Trái Đất ở Rio de Janeiro, Brasil. Sau đó nó được Liên Hợp Quốc công nhận chính thức vào năm 2008 trong Nghị quyết A/RES/63/111.
Từ đó đến nay ngày lễ này đã được điều phối và tổ chức bởi các tổ chức quốc tế là Dự án Đại dương Thế giới (The Ocean Project) và Mạng lưới Đại dương Thế giới (World Ocean Network) với sự tham gia của nhiều nước trên toàn cầu.